# El puente de plata
El puente de plata (en el original en inglés The Silver Bridge) es una obra sobre criptozoología y ufología publicada en 1970 por el escritor estadounidense Gray Barker.

## Contenido
Escrito en 1970 por el ufólogo de Virginia Occidental Gray Barker, El puente de plata fue el primer libro en abordar la misteriosa criatura del Mothman, cinco años antes de que se publicara Las profecías del Mothman de John Keel.
Barker fue el primer investigador en el escenario de los casos del monstruo de Flatwoods y del Mothman. Conocido por su estilo elocuente de escribir, Barker se hizo nacionalmente famoso por su libro seminal They Knew Too Much About Flying Saucers (Sabían demasiado sobre platillos voladores), que estableció el precedente de los denominados hombres de negro.
En El puente de plata Barker explora hábilmente las oscuras profundidades psicológicas de la vida en el valle del Ohio y Virginia Occidental durante la era del Mothman de finales de los años 60.